# إيدنالدو باتريسيو
إيدنالدو باتريسيو (Ednaldo Patricio)، مدرب كرة قدم برازيلي. بدأ مسيرته التدريبية مع نادي ساو كريستوفاو في موسم 1976/1977، وفي موسم 1977/1978 درب نادي بوتافوغو، وفي موسم 1978/1979 درب نادي ريو دي جانيرو، وفي عام 1981 عاد إلى نادي بوتافوغو، ودربهم حتى عام 1984، وفي عام 1985 درب نادي ريو دي جانيرو، وفي عام 1986 درب نادي بونسكسيسو، وفي عام 1987 درب نادي بوتافوغو، وفي عام 1989 درب نادي أمريكا البرازيلي، وفي عام 1991 انتقل إلى تدريب نادي فلومينيزي، وفي موسم 1991/1992 درب نادي بورتوغيزا، وفي عام 1992 انتقل إلى مصر لتدريب نادي المقاولون العرب، ودربهم حتى عام 1995، وفي عام 1995 انتقل إلى الكويت ودرب نادي القادسية الكويتي حتى عام 1997، وفي موسم 1998/1999 درب نادي العربي القطري، وفي موسم 2001/2002 درب نادي الخليج الإماراتي، وفي موسم 2004/2005 درب نادي الأنصار السعودي، وفي موسم 2005/2006 درب نادي الإتفاق السعودي، وفي عام 2006 درب نادي دبي الإماراتي.

## المصدر
- الموقع الرسمي لباتريسيو[وصلة مكسورة]